# 鹿屋海軍航空隊

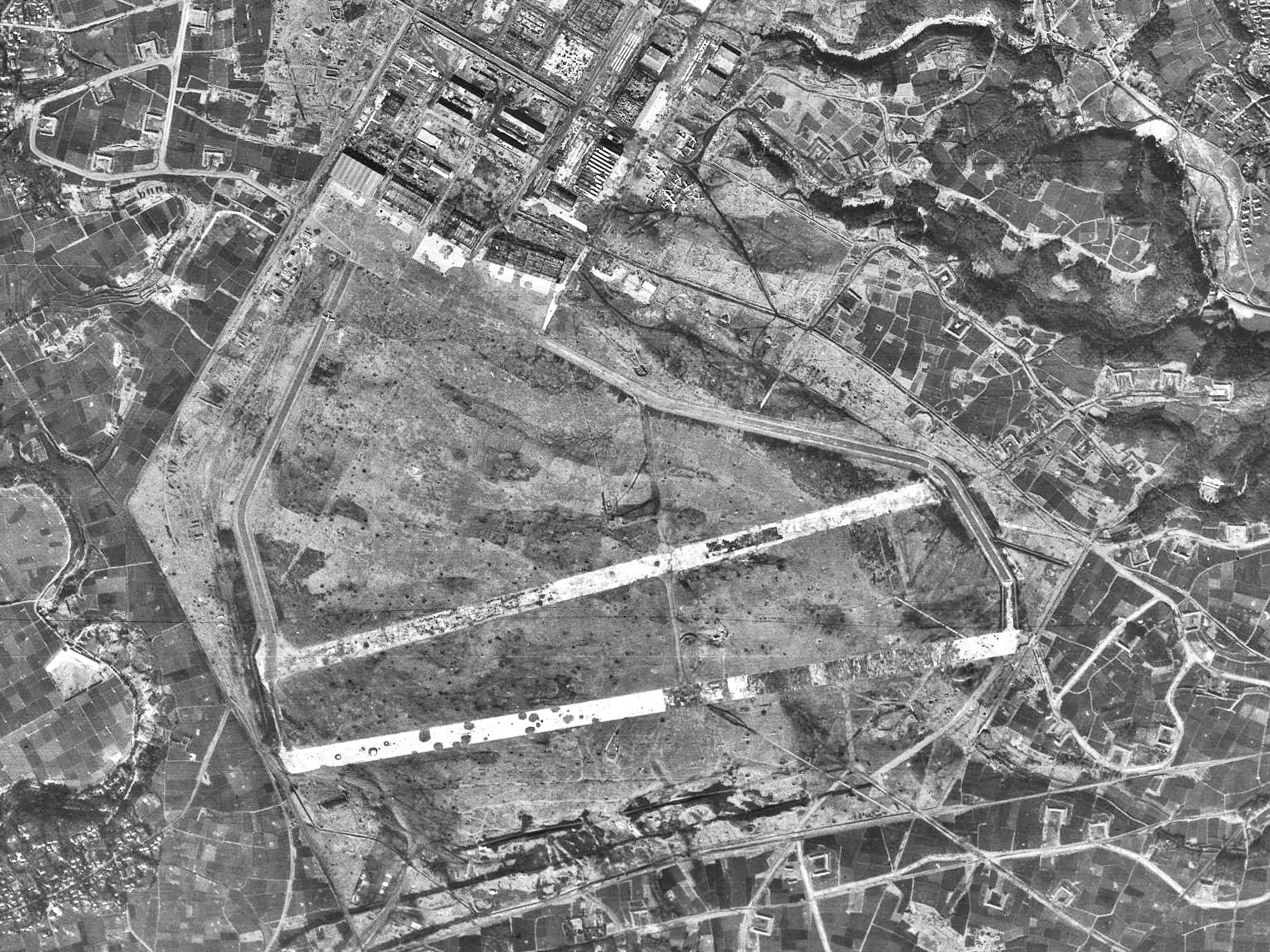
鹿屋飛行場の空中写真（1947年）
当時は2本の滑走路があったことが確認できる。

鹿屋海軍航空隊（かのやかいぐんこうくうたい）、および第七五一海軍航空隊は、日本海軍の航空部隊の一つ。戦闘機・陸上攻撃機部隊として、日中戦争・太平洋戦争で攻撃任務に従事した。1942年（昭和17年）10月1日に戦闘機部隊を分離し、第七五一海軍航空隊に改称された。戦力消耗につき1944年（昭和19年）7月10日に解隊された。
なお1942年（昭和17年）10月1日から1944年（昭和19年）7月10日まで、飛行練成部隊として二代目の鹿屋海軍航空隊が存在した。

## 鹿屋海軍航空隊 (初代)
1936年（昭和11年）4月1日、鹿児島県鹿屋基地において開隊。航空隊識別文字は「K」または「カヤ」。1937年（昭和12年）7月7日、盧溝橋事件が発生し日中戦争が始まる。7月11日木更津海軍航空隊とともに第一連合航空隊を編成、8月12日には台湾に前進し華中方面を爆撃（渡洋爆撃）。12月4日には、海南島三亜及びサイゴンに進出して、華南方面への爆撃に従事した。さらに戦火の拡大にともない、上海、漢口に進出、以降1941年（昭和16年）まで中国各地に対する爆撃が続けられた。
1941年（昭和16年）12月8日、太平洋戦争開戦。開戦当初は連合艦隊第十一航空艦隊第二一航空戦隊所属で、主に搭乗員の練成に当たっていた。開戦直前に陸攻隊の半数（3個分隊）が仏印に派遣され、二二航戦の指揮下に入った。この派遣隊はマレー沖海戦に参加した。
1942年（昭和17年）9月、カビエン・ラバウルに進出、以後ソロモン・東部ニューギニア戦線での活動に当たった。
主な主要機種
- 九六式艦上戦闘機
- 零式艦上戦闘機
- 一式陸上攻撃機
- 九六式陸上攻撃機

### 司令
- 石井芸江 大佐：1936年4月1日[1] - 1937年11月15日[2]
- 酒巻宗孝 大佐：1937年11月15日 - 1938年12月15日
- 大林末雄 大佐：1938年12月15日 - 1940年10月15日
- 藤吉直四郎 大佐：1940年10月15日[3] -
- 近藤勝治 大佐：1942年4月1日 - 1942年9月27日
- 小田原俊彦 大佐：1942年9月27日 - 1942年10月1日

## 第七五一海軍航空隊
1942年（昭和17年）10月1日、海軍の航空隊再編にともない第七五一海軍航空隊に改称された。11月1日には戦闘機隊を第二五三海軍航空隊として分離し、陸攻専門部隊となった。航空隊識別文字は「K」。
ラバウルでの消耗が激しく1943年（昭和18年）4月、一時テニアン島に後退し補充練成を行った後、9月ラバウル・ブインに再進出した。
消耗激しく、再びテニアン島に戻り戦力回復を図る。しかし、再建中の1944年（昭和19年）2月、米機動部隊のマリアナ諸島空襲を迎え実動15機中11機を失う。6月あ号作戦により全機損失、7月10日解隊した。
主な機種
- 零式艦上戦闘機
- 一式陸上攻撃機

### 司令
- 小田原俊彦大佐：1942年10月1日 - 1943年3月29日

## 鹿屋海軍航空隊 (二代)
1942年（昭和17年）10月1日、艦上攻撃機・艦上爆撃機要員の飛行練成部隊として、鹿屋基地に二代目鹿屋海軍航空隊が開隊した。航空隊識別文字は「カヤ」。1944年（昭和19年）2月からは陸上攻撃機要員の練成に変更された。鹿屋海軍航空隊はサイパン島陥落のため空襲による危険性が高まったことから1944年7月10日に機能を豊橋海軍航空隊に移し、鹿屋海軍航空隊は解隊した。
主な主要機種
- 零式艦上戦闘機
- 一式陸上攻撃機
- 九六式陸攻（陸攻搭乗員の育成用）
- 九九艦爆（艦爆搭乗員の育成用）
- 九七式艦上攻撃機（艦攻搭乗員の育成用）

## 建物

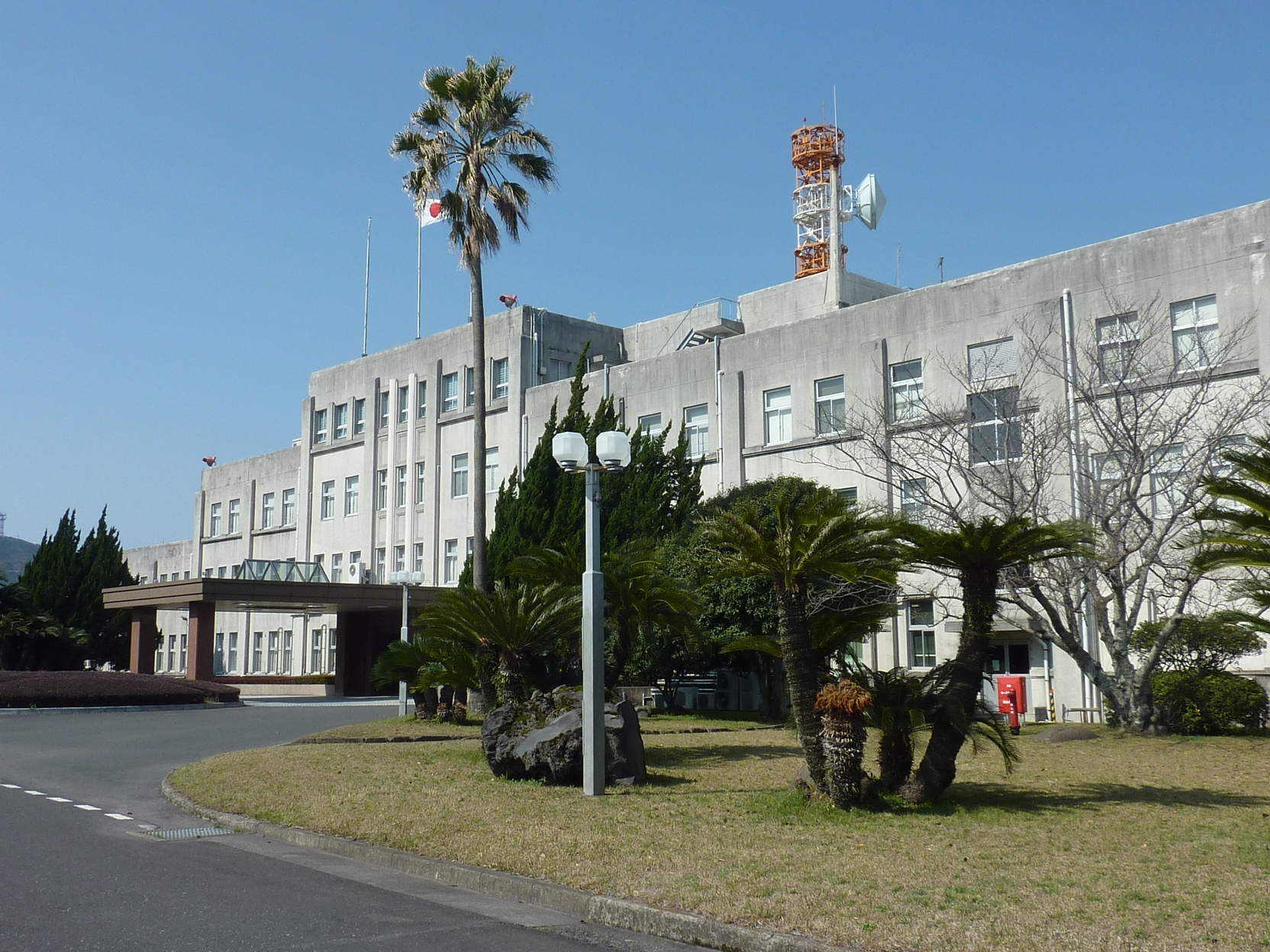
第1航空群・旧司令部庁舎（2010年代に撮影）

航空隊本部の庁舎は海上自衛隊に引き継がれ、2015年まで第1航空群の司令部庁舎として利用されていた。